# سجاد هلیلویچ
سجاد هلیلویچ (بوسنیایی: Sejad Halilović؛ زادهٔ ۱۶ مارس ۱۹۶۹) یک بازیکن فوتبال اهل بوسنی و هرزگوین است.
وی همچنین در تیم‌های ملی فوتبال بوسنی و هرزگوین و کرواسی بازی کرده است.
وی پدر آلن هلیلویچ، بازیکن تیم ملی کرواسی است.